# Brazo San Carlos

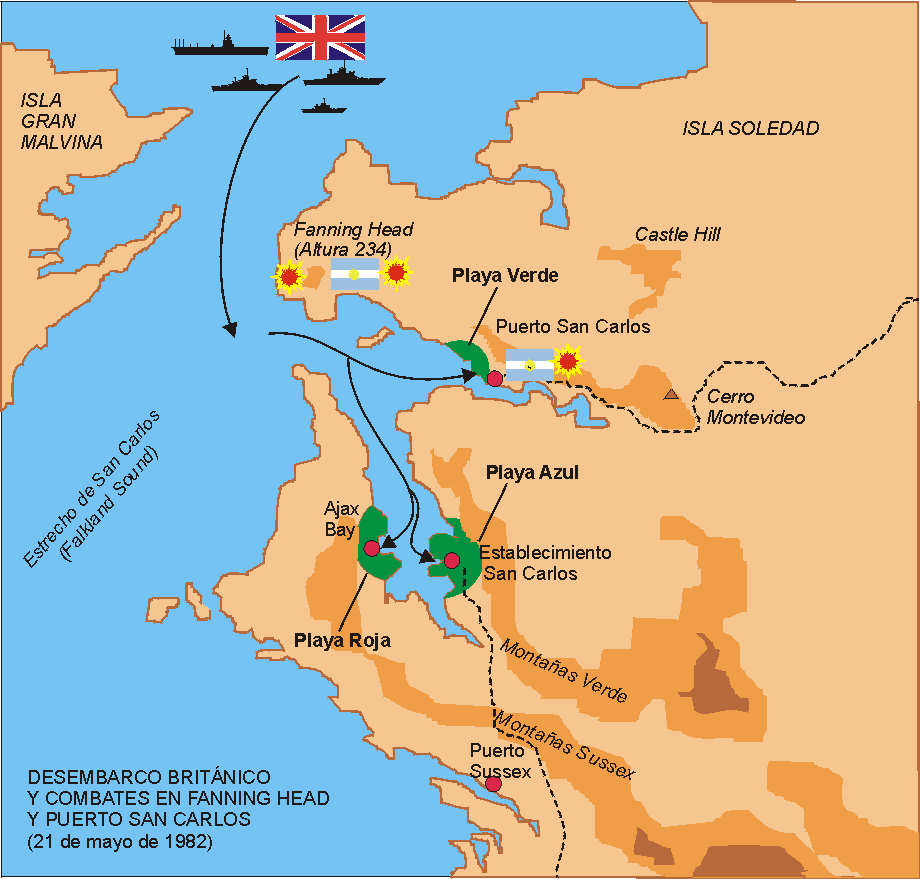
Desembarco británico y combates en la bahía

El brazo San Carlos es el sector sur de la Bahía San Carlos, un fiordo del extremo norte del estrecho de San Carlos en la costa oeste de la isla Soledad, Islas Malvinas. Se abre entre punta Chancho y punta Hospital; y su dirección es hacia el sudsudeste por unos 9 km entre costas escarpadas. En el fondo del brazo hay otros 2 de poca profundidad.
En sus costas se encuentran los asentamientos de Bahía Ajax, San Carlos y Campo Verde

## Toponimia
Lleva el nombre del buque español San Carlos, que lo visitó en 1768. En la toponimia británica, toda la bahía es denominada San Carlos Water.

## Historia
En la zona de este brazo de mar hubo una intensa actividad durante el desembarco británico en la guerra de las Malvinas de 1982.